# Cuevas de Goyet
Las cuevas de Goyet (en francés: Grottes de Goyet) son una serie de cuevas conectadas situadas en Valonia en un acantilado de piedra caliza a unos 15 m por encima del río Samson, cerca del pueblo de Mozet en el municipio de Gesves de la provincia de Namur, Bélgica. El yacimiento es una localidad significativa de la ocupación regional de los neandertales y de los primeros humanos modernos europeos, ya que se descubrieron miles de fósiles y artefactos que se atribuyen a una larga y contigua secuencia estratigráfica desde hace 120 000 años, el Paleolítico Medio, hasta hace menos de 5000 años, el Neolítico tardío, destaca por ser uno de los primeros lugares en la historia de la humanidad con signos de domesticación canina. Durante las extensas excavaciones realizadas por el geólogo Edouard Dupont, que realizó los primeros sondeos ya en 1867, se identificó una sólida secuencia de sedimentos. El yacimiento fue incluido en el registro del Patrimonio Nacional belga en 1976. 

## Sitio
Situadas justo al sur del castillo de Goyet, las cuevas son esencialmente galerías subterráneas de 250 m de longitud, ricas en espeleotemas y talladas en la piedra caliza durante millones de años por las aguas del río Sansón dentro del macizo calcáreo de 90 ha.
El macizo está dividido en zonas:
- Terrasse classique
- Troisième Caverne
- Abri supérieur
- Trou du Moulin

En 1999 se descubrió una extensa red de galerías, compuesta por una red central y otra periférica, que llevan el nombre de zonas concretas: Régal des Fees, Atlantide, Salle de Cristal, etc.

## Excavaciones

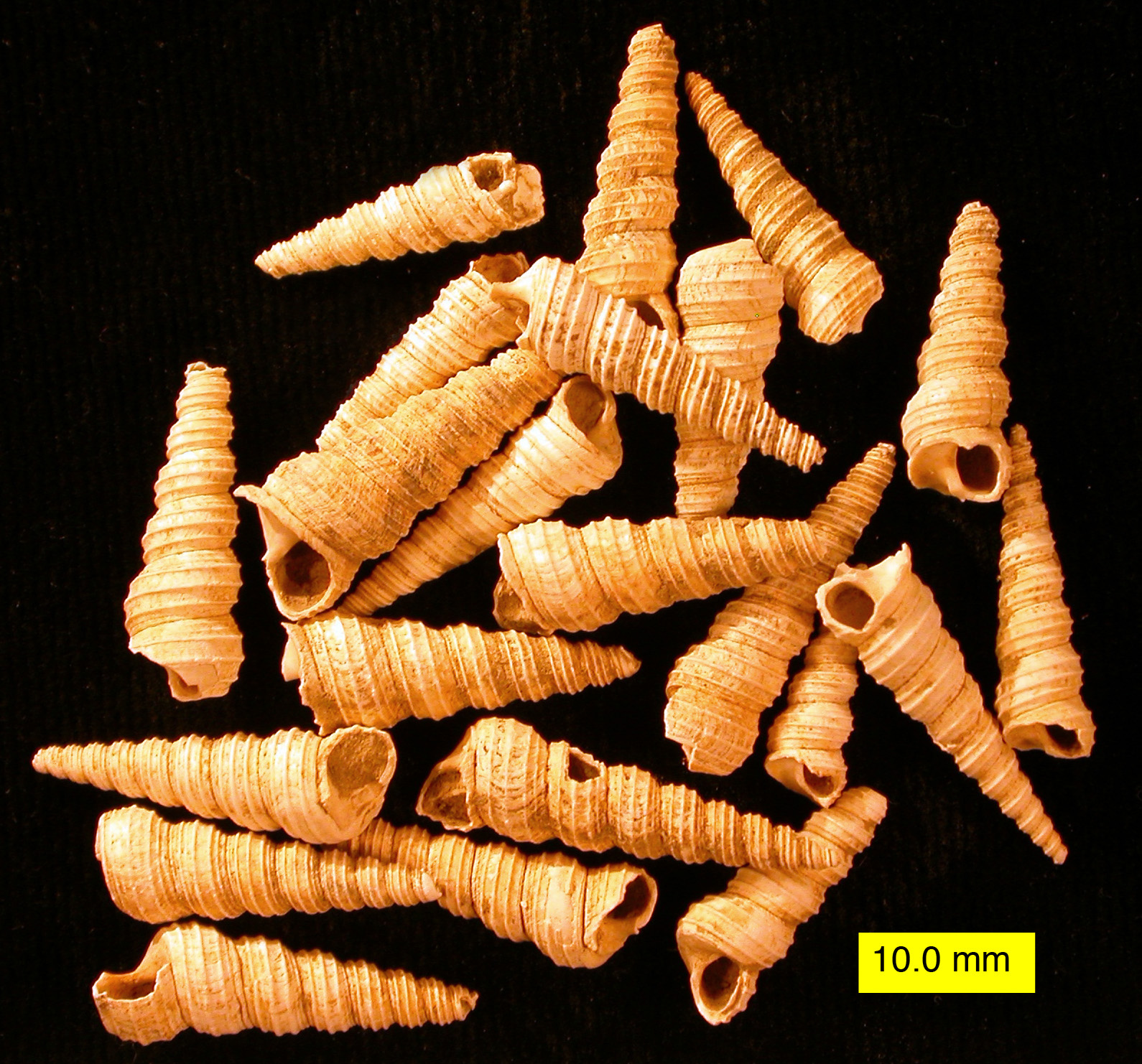
Caracoles de mar Turritella

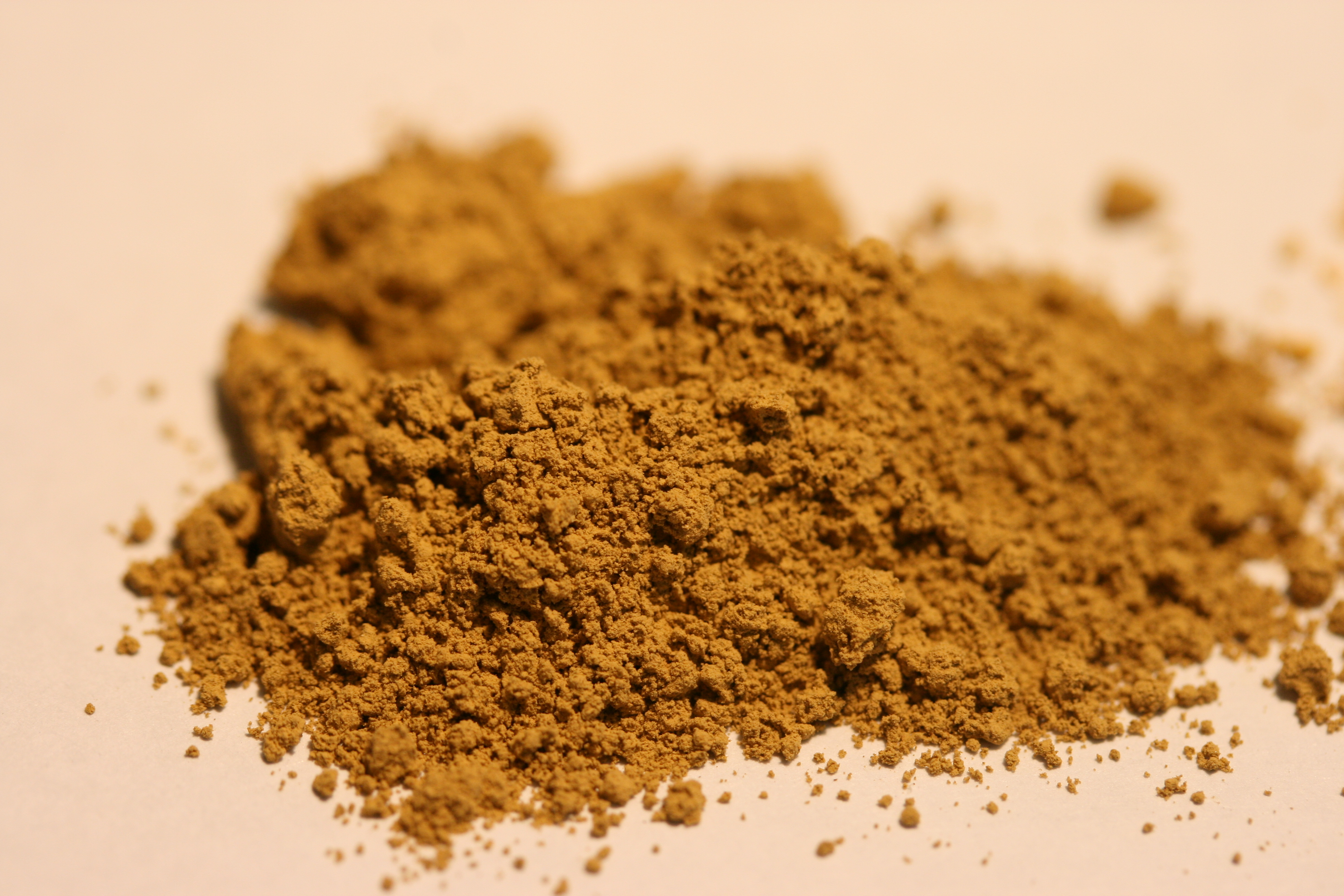
Pigmento ocre

### Estratigrafía
Edouard Dupont identificó cinco horizontes de sedimentos o concentraciones de yacimientos en la cueva, tres cerca de la entrada de la cueva y dos en cámaras más profundas. Marcel Otte reanudó las excavaciones en la década de 1970. Entre 1998 y 2004 se realizaron nuevas excavaciones. Los investigadores contemporáneos afirman que los métodos de excavación de Dupont en el siglo XIX "no cumplen los estándares actuales". Sus secuencias de sedimentos se consideran poco precisas y sus descubrimientos en los archivos del Real Instituto Belga de Ciencias Naturales han sido revisados y reclasificados en los últimos años.
- Horizonte 1: Magdaleniense (datación por radiocarbono AMS en huesos de animales, que oscila entre hace 14 300 y 31 750 años)
- Horizonte 2: Magdaleniense (dos fechas, hace 14 100 a 14 760 años, una 29 420 sin calibrar)
- Horizonte 3: múltiples ocupaciones mixtas, incluido el Auriñaciense (tres fechas, hace 23 400 a 27 600 años)
- Horizonte 4: Gravetiense
- Horizonte 5: principalmente huesos de oso de las cavernas y de leones de las cavernas.[7]

## Objetos
El yacimiento cuenta con una notable variedad de objetos prehistóricos: miles de huesos de humanos y grandes mamíferos prehistóricos, un silbato, artefactos de piedra con grabados estilizados, la tumba de un niño de aproximadamente hace 5000 años, el cráneo fosilizado de un perro del Paleolítico, un cuchillo hecho con una costilla humana, la mayor colección de fósiles neandertales del norte de Europa, hachas de mano, arpones, collares, palillos de marfil, plaquetas de marfil grabadas, cuerno de reno tallado y restos humanos desollados y fileteados, que sugieren el canibalismo entre los neandertales.
Horizontes 1 y 2. Los artefactos de los niveles magdalenienses incluyen hachas de mano y un arpón, un collar de 26 dientes perforados de lobo, fragmentos de hueso y agujas, un arpón de hueso biserial (múltiples púas en ambos bordes), un collar, un collar de concha de caracol marino Turritella.
El horizonte 4 incluía un cráneo fosilizado de cánido, cuya antigüedad ha sido datada por AMS directa en 31 000 años.
Se pueden encontrar otros artefactos en numerosas colecciones privadas, ya que durante la década de 1950 se permitió el acceso a las cuevas a varios arqueólogos aficionados.  

## Cráneo de perro
Descubierto en la década de 1860, un cráneo de tipo canino identificado como el de un perro del Paleolítico fue datado por AMS en 31 680 años de antigüedad. El ADN mitocondrial indica que el cánido no era un ancestro directo de los perros modernos, sino más bien una rama lateral extinguida o un intento de domesticación.
| Número de laboratorio | Material                                                        | Edad normalizada | Localidad |
| --------------------- | --------------------------------------------------------------- | ---------------- | --------- |
| Beta-239920           | hueso (cráneo) perro domesticado                                | 31 680 ± 750     | local     |
| OxA-V-2223-49         | Hueso único arcelini Equus caballus (Caballo)                   | 29 420 ± 170     | local     |
| KIA-18986             | Solo un hueso en la parte trasera de la cámara A Ursus spelaeus | 27 440 ± 170     | local     |
| KIA-22275             | Único hueso de Alopex lagopus (zorro ártico)                    | 12 380 ± 60      | local     |
| Lv-2135               | hueso                                                           | 11 630 ± 150     | local     |

Fuente: 

## Habitabilidad humana
La ocupación neandertal de las cuevas se remonta al Paleolítico Medio. La ocupación neandertal ocasional comienza hace 120 000 años y termina después de hace 40 000 años.
Entre hace 45 500 y 40 500 años los neandertales vivieron en la Troisième Caverne, donde se descubrieron 99 huesos que pertenecen a al menos cinco individuos. Esto representa la mayor colección de fósiles neandertales del norte de Europa. El estado de los fósiles sugiere el canibalismo. Los cuerpos están desollados y fileteados, los huesos muestran marcas de corte y fueron agrietados para extraer la médula.
En 2018, los investigadores lograron extraer el ADN nuclear de Goyet Q56-1, un fémur derecho de un neandertal datado directamente en torno a 43 000-42 080 a. C. El análisis del ADN revela que Goyet Q56-1 era una mujer. En comparación con otros neandertales de los que se ha extraído ADN nuclear, Goyet Q56-1 es el más parecido genéticamente a Spy94a de la cueva de Spy.
La ocupación del Homo sapiens comenzó hace unos 35 000 años. Goyet cuenta con fósiles de poblaciones europeas de diferentes épocas, incluyendo fósiles que se encuentran entre la rama más temprana de los europeos modernos (ca. 35 000 a. C.). Su ADN, dañado pero legible, se ha utilizado en estudios sobre el origen y la migración de las poblaciones europeas de la Edad de Hielo. Basándose en el ADN mitocondrial de cinco fósiles locales, se ha llegado a la conclusión de que los primeros europeos modernos llegaron directamente desde África sin dar un rodeo por Asia. El húmero de un hombre de Goyet, de 35 000 años de antigüedad, se ha asociado a la cultura Auriñaciense. Poco después, la población asociada a esta cultura fue desalojada por una población gravetense genéticamente distinta (a partir de 34 000 años a. C.), pero alrededor de 25 000 años a. C. los descendientes reaparecen en España en el contexto de la cultura Magdaleniense. A partir de 19 000 años la población comienza a extenderse por toda Europa. Todavía se está investigando hasta qué punto convivieron neandertales y Homo sapiens en Goyet.
En 1998, se encontraron los huesos de un niño de doce años en una grieta. La caverna recibió posteriormente el nombre de Salle de l'Enfant. Los restos tienen 5 000 años de antigüedad y se interpreta que representan una tumba. Otros elementos de tipo cultural, como tubos perforados que quizá se utilizaban como flautas, indican que las cuevas siguieron estando habitadas durante el Neolítico tardío. Un objeto aún más joven descubierto en Goyet, atribuido a la Edad de Hierro (alrededor del 500 a. C.), es un cuchillo hecho con una costilla humana.
En 2016, los investigadores extrajeron con éxito el ADN de varios fósiles humanos antiguos en Goyet (con fechas directas): GoyetQ116-1 (35 160-34 430 a. C.) y GoyetQ376-3 (33 940-33 140 a. C.) del Auriñaciense; GoyetQ376-19 (27 720-27 310 a. C.), GoyetQ53-1 (28 230-27 720 a. C.), GoyetQ55-2 (27 730-27 310 a. C.), GoyetQ56-16 (26 600-26 040 a. C.) y Goyet2878-21 (27 060-26 270 a. C.) del Gravetiense; y GoyetQ-2 (15 230-14 780 a. C.) del Magdaleniense. GoyetQ376-19, Goyet53-1 y Goyet56-16 se agruparon genéticamente con otros individuos del Gravetiense de Europa en el grupo Věstonice, mientras que GoyetQ-2 se agrupó genéticamente con otros individuos del Magdaleniense de Europa en el grupo El Mirón.
Todos los europeos posteriores a GoyetQ116-1 muestran cierta afinidad genética con este individuo. GoyetQ116-1 también muestra más afinidad genética con el hombre de Tianyuan que con cualquier otro individuo antiguo de Eurasia occidental.